# Francesco della Porta
Francesco della Porta (* um 1610 in Monza; † Januar 1666 in Mailand) war ein italienischer Organist und Komponist des Barock.

## Leben und Werk
Della Porta war ein Schüler von Giovanni Domenico Ripalta (Jean Dominique Ripalta). Er war aufeinanderfolgend Kapellmeister und Organist an S. Ambrogio, S. Celso und S. Antonio in Mailand.
Er komponierte Motetti a due, tre, quattro e cinque voci, die Salmi da capella a 4 voci con altre Salmi, op. 5 und das Ricercate.

## Werke
- Motetti a due, tre, quattro e cinque voci
  - Liber 1, op. 2. Venedig 1645
  - Liber 2, op. 3. Venedig 1648
  - Liber 3, op. 4. Venedig 1651 und Antwerpen 1654
  - Liber primi cantionum … Pars II. Antwerpen 1650 (Nachdruck von Liber 2, op. 3)
- Salmi da capella a quattro voci con altre Salmi, op. 5. Venedig 1656–1657.
- Ricercate a quattro voci. Mailand ohne Jahr